# Primera División 1932 (AAF)
La Primera División 1932, organizzata dalla Asociación Argentina de Football, si concluse con la vittoria dello Sportivo Barracas. Questo torneo si svolse in contemporanea con quello organizzato dalla LAF.

## Classifica finale
| Pos. | Squadra                | Pt | G  | V  | N  | P  | GF | GS | DR  |
| ---- | ---------------------- | -- | -- | -- | -- | -- | -- | -- | --- |
| 1.   | Sportivo Barracas      | 47 | 32 | 21 | 5  | 6  | 74 | 35 | +39 |
| 2.   | Barracas Central       | 42 | 32 | 18 | 6  | 8  | 46 | 33 | +13 |
| 2.   | Colegiales             | 42 | 32 | 17 | 8  | 7  | 55 | 43 | +12 |
| 4.   | Defensores de Belgrano | 38 | 32 | 16 | 6  | 10 | 56 | 46 | +10 |
| 5.   | All Boys               | 37 | 32 | 16 | 5  | 11 | 70 | 55 | +15 |
| 6.   | Almagro                | 35 | 32 | 14 | 7  | 11 | 48 | 50 | -2  |
| 7.   | El Porvenir            | 32 | 32 | 13 | 6  | 13 | 54 | 45 | +9  |
| 8.   | Estudiantes (BA)       | 30 | 32 | 9  | 12 | 11 | 53 | 54 | -1  |
| 8.   | Banfield               | 30 | 32 | 12 | 6  | 14 | 44 | 49 | -5  |
| 8.   | Excursionistas         | 30 | 32 | 11 | 8  | 13 | 54 | 66 | -12 |
| 11.  | Liberal Argentino      | 28 | 32 | 10 | 8  | 14 | 34 | 41 | -7  |
| 12.  | Estudiantil Porteño    | 27 | 32 | 10 | 7  | 15 | 45 | 61 | -16 |
| 13.  | Argentino de Quilmes   | 26 | 32 | 11 | 4  | 17 | 51 | 57 | -6  |
| 13.  | Argentino de Temperley | 26 | 32 | 9  | 8  | 15 | 35 | 57 | -22 |
| 15.  | Nueva Chicago          | 25 | 32 | 10 | 5  | 17 | 50 | 62 | -12 |
| 15.  | Sportivo Buenos Aires  | 25 | 32 | 8  | 9  | 15 | 45 | 63 | -18 |
| 17.  | Sportivo Palermo       | 24 | 32 | 10 | 4  | 18 | 39 | 36 | +3  |

## Classifica marcatori[1]
| Gol |  |  | Giocatore            | Squadra  |
| --- |  |  | -------------------- | -------- |
| 23  |  |  | Juan Carlos Irurieta | All Boys |